# Lebed XII
El Lebed XII fue un biplano biplaza de reconocimiento de la Fuerza Aérea Imperial rusa durante la Primera Guerra Mundial. Aunque fue uno de los pocos aviones diseñados y producidos en Rusia durante la guerra, esta aeronave que derivaba de sus predecesores, los Lebed VII y XI, incorporaba al igual que los anteriores algunas características de diseño y técnicas de construcción aprendidas y copiadas de tipos alemanes capturados, especialmente en este caso del Albatros B.II.

## Diseño y desarrollo
El fuselaje de sección transversal rectangular estaba formado por cuatro largueros de pino y forrado con planchas de madera contrachapada. Contaba con asientos para el piloto y el observador en tándem en cabinas abiertas. Las alas estaban construidas a base de largueros y costillas de madera, reforzadas con alambre, y el empenaje era de tubo de acero soldado con revestimiento de tela.
Los vuelos de prueba se iniciaron el 28 de diciembre de 1915, pero fueron interrumpidos por el mal tiempo reinante en San Petersburgo, donde se encontraba la fábrica Aktionernoe Obitsestvo Vozdukhoplavaniya V.A. Lebedev. Por lo tanto, las pruebas se trasladaron a Kiev y luego a la fábrica Anatra en Odessa en febrero de 1916. El Gran Duque Alexander Mijailovich Romanov ordenó 400 aviones el 23 de febrero, pero el contrato final, el 19 de abril, fue por 225 aviones, 245 conjuntos de piezas de repuesto y 10 fuselajes estáticos por un monto total de 5.153.500 rublos.
Antes de que comenzara la producción, se fueron corrigiendo una serie de dificultades de manejo señaladas por los pilotos de prueba en el diseño, junto con un nuevo conjunto de problemas causados por el cambio de motor. Los prototipos se habían volado con motores de 97 kW (130 CV), pero en el contrato de producción se estipulaba la instalación de motores de 112 kW (150 CV) además de algunas máquinas equipadas con motores de 104 kW (140 CV). Estos motores, al ser más pesados, exigieron el desplazamiento del centro de gravedad del avión, así como que los soportes del motor y el sistema de refrigeración tuvieran que ser revisados antes de que comenzara una ronda final de pruebas en octubre. La producción en serie empezó finalmente en noviembre y la entrega a los escuadrones poco después.
El Lebed XII comenzó a aparecer en primera línea en cantidades importantes a principios de 1917, pero los problemas rápidamente se hicieron evidentes. En particular, una serie de incendios de motor y accidentes debido a defectos estructurales llevó a que las entregas del tipo fueran suspendidas a mediados de año, mientras que se llevaba a cabo una investigación. Los pilotos de pruebas del ejército llegaron a la conclusión, en un informe presentado el 13 de junio de 1917, de que la versión con el motor más potente no era apta para el servicio de primera línea, y recomendaron que fuera relegado para uso exclusivo de entrenamiento, mientras que la versión de bajo consumo no se consideraba ni siquiera apta para el entrenamiento. Lebed rebatió dichas conclusiones, culpando de los pobres resultados a la inexperiencia de los pilotos de prueba y al mal tiempo reinante mientras se efectuaban las pruebas. Por tanto, el ejército llevó a cabo una segunda investigación. El 2 de octubre de 1917, se llegó a la conclusión de que el tipo era obsoleto y no apto para el servicio, recomendando que la producción se detuviera y el tipo se retirara por completo. Sin embargo, debido a la escasez de aviones, la producción continuó en 1918; finalmente, se entregaron 214 de la orden original.

## Historia operacional
El Lebed XII vio un limitado servicio de primera línea, sirviendo en las zonas norte y noreste del Frente Oriental, equipando cuatro divisiones aéreas del 38º Cuerpo del 5º Ejército. Los aviones entregados en el segundo semestre de 1917 fueron destinados principalmente a unidades de entrenamiento. En estas estaban incluidas la Escuela Imperial de Aviación, la Escuela de Aviación Militar Gatchinskoy, la Escuela de Vuelo de Odessa, la escuela para pilotos y observadores de Kiev y la Escuela de Vuelo del Cáucaso. Unos 50 aparatos fueron suministrados a la escuela de combate aéreo de la Armada en Krasnoye Selo.

## Usuarios
Estonia
- Fuerza Aérea de Estonia, operó un solo avión.

 Imperio ruso
- Flota Aérea Militar Imperial

Referencia datos: Taylor, Michael J.H., Jane's Encyclopedia of Aviation. pag.570. Studio Editions. London 1989

### Características generales
- Tripulación: 2
- Longitud: 7,96 m
- Envergadura: 13,15 m
- Altura: 3,25 m
- Superficie alar: 42,00 m²
- Peso vacío: 820 kg
- Peso cargado: 1.350 kg
- Planta motriz:  radial refrigerado por agua Salmson.
  - Potencia: 115 kW (159 HP; 156 CV) cada uno.
- Hélices: bipala

### Rendimiento
- Velocidad nunca excedida (Vne): 135 km/h
- Alcance: 3 h
- Techo de vuelo: 3.500 m
- Régimen de ascenso: 8,5 min a 1.000 m

### Armamento
- Ametralladoras: 1× ametralladora en montaje flexible para el observador